# Condado de Newport
El condado de Newport (en inglés: Newport County) fundado en 1703 es un condado en el estado estadounidense de Rhode Island. En el 2000 el condado tenía una población de 85 433 habitantes. La sede del condado es Newport.

## Geografía
Según la Oficina del Censo, el condado tiene un área total de 812 km² (313,5 mi²), de la cual 269 km² (103,9 mi²) es tierra y 543 km² (209,7 mi²) (66,83%) es agua.

### Condados adyacentes
- Condado de Bristol - norte
- Condado de Bristol (Massachusetts) - este
- Condado de Washington - oeste

### Pueblos

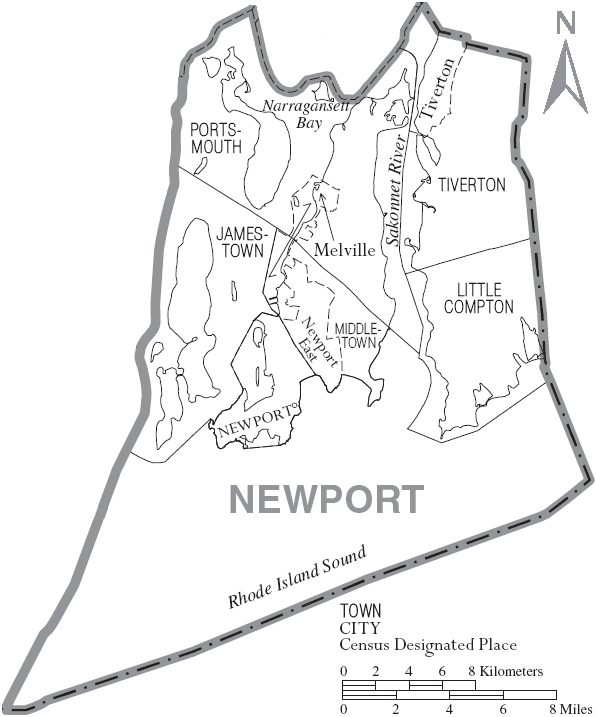
Mapa del Condado de Newport mostrando ciudades, pueblos y DPs.

- Jamestown
- Little Compton
- Melville (CDP)
- Middletown
- Newport
- Newport East (CDP)
- Portsmouth
- Tiverton
- Tiverton (CDP)

## Demografía
Según el censo en 2000, hubo 35,228 personas, 22,228 hogares, y 13,361 familias residiendo en el condado. La densidad poblacional era de 317 km² (122,4 mi²). En el 2000 había 39,561 unidades unifamiliares en una densidad de 147 km² (56,8 mi²). La demografía del condado era de 91.46% blancos, 3.73% afroamericanos, 0.43% amerindios, 1.23% asiáticos, 0.07% isleños del Pacífico, 1.09% de otras razas y 1.99% de dos o más razas. 2.82% de la población era de origen hispano o latino de cualquier raza. 92.0% de la población hablaba inglés, 2.3% español 2.1% y portugués en casa como lengua materna. 
La renta per cápita promedia del condado era de $50,448, y el ingreso promedio para una familia era de $60,610. En 2000 los hombres tenían un ingreso per cápita de $41,630 versus $29,241 para las mujeres. El ingreso per cápita para el condado era de $26,779 y el 7.10% de la población estaba bajo el umbral de pobreza nacional.